# Nhà ga Radegast

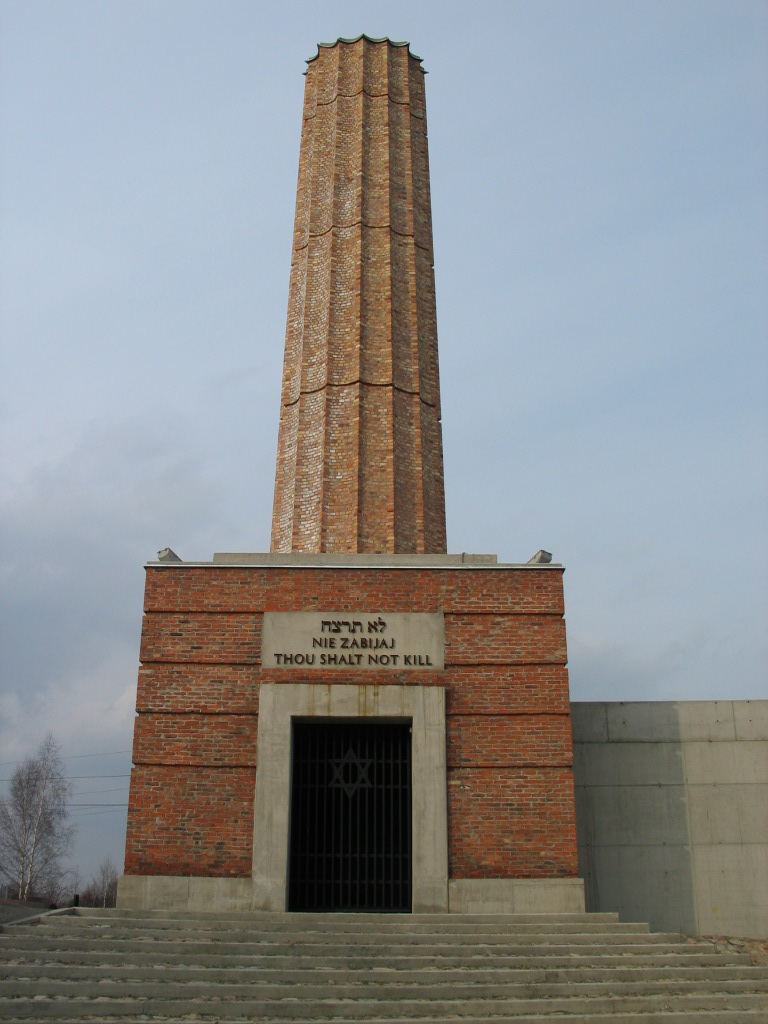
Tượng đài Holocaust tại Radegast

Nhà ga Radogoszcz  (tiếng Đức: Bahnhof Radegast)  được xây dựng ban đầu từ năm 1926 đến 1937, là một ga xe lửa lịch sử nhỏ ở Łódź, Ba Lan; cũng được gọi là trạm lên tàu ở Marysin, một khu phố thuộc quận Bałuty của thành phố.

## Chiến tranh Thế giới thứ II
Trong Thế chiến II, nhà ga nằm ngay bên ngoài ranh giới của Łódź Ghetto - một trong những khu ổ chuột Do Thái lớn nhất ở châu Âu do Đức chiếm đóng. Radegast là tuyến đường sắt chính của Ghetto giao với thế giới bên ngoài, được sử dụng chủ yếu cho các chuyến vận tải Holocaust do người Đức tổ chức.
Trong quá trình Holocaust ở Ba Lan, các Umschlagplatz tại trạm Radegast, nơi cư dân chủ yếu là người Do Thái của Łódź bao gồm hàng ngàn người bị trục xuất từ khắp nơi chiếm đóng Ba Lan được gom lại để trục xuất trực tiếp đến Chelmno (Kulmhof) và Auschwitz của trại hủy diệt Đức. Khoảng 200.000 người Do Thái Ba Lan, Áo, Đức, Luxemburg và Séc đã đi qua nhà ga trên đường đến cái chết của họ trong khoảng thời gian từ ngày 16 tháng 1 năm 1942 đến ngày 29 tháng 8 năm 1944. Điểm tập trung có cùng tầm quan trọng đối với Łódź cũng như là Umschlagplatz được biết đến nhiều hơn với Warsaw Ghetto.

## Kỷ niệm
Năm 2004, lễ kỷ niệm nhân kỷ niệm sáu mươi năm ngày phá hủy Łódź Ghetto năm 1944 và sự kết thúc của chuyến vận chuyển cuối cùng từ Radegast đã thúc đẩy nỗ lực biến nhà ga cũ thành đài tưởng niệm Holocaust. Vào ngày 28 tháng 8 năm 2005, một tượng đài tưởng niệm các nạn nhân Do Thái đi qua nhà ga đã được khánh thành, dựa trên thiết kế của Czesław Bielecki, và có 140 mét (460 ft) đường hầm của sự trục xuất. Tòa nhà ga được cải tạo đóng vai trò là một trong những bộ phận của Bảo tàng Độc lập Łódź.